# Trichonotus nikii
Trichonotus nikii is een straalvinnige vissensoort uit de familie van de wadvissen of zandduikers (Trichonotidae). De wetenschappelijke naam van de soort is voor het eerst geldig gepubliceerd in 1966 door Clark & von Schmidt.